# 江幡育子
江幡 育子（えばた いくこ、3月28日 - ）は、日本の女性シンガーソングライター、作詞家、作曲家、声優。別名義に谷川むつみ、石井みいみ、maimaiがある。2021年3月28日より、YouTubeにてVTuber超音波怪獣エバコンとしてデビューした。

## 人物
愛称はエバコン、maimai、Nekoyo。身長は156cm、血液型はB型。

## 来歴
勝田声優学院出身。細江慎治が団長を務めるバンド「まにきゅあ団」のmaimaiとしてボーカリストを務めた後、磯江俊道の音楽制作会社「ZIZZ STUDIO」に所属。主に作詞家、作曲家としてゲームやアニメの主題歌を中心に手掛けている。以前はアトリエピーチに所属していた。。

## 出演
太字はメインキャラクター。

### OVA
- クルーエル（多岐川恋[2]）

### 一般向ゲーム
- KISSより…（1999年、山崎かんな[2]）- 2作品[一覧 1]
- 恋愛シミュレーションゲームツクール（1999年[2]）
- GoGo i land（2000年、ポチャ）
- ポポルとサーヤの大冒険（ポポル[2] 他[2]）
- マーブルパーラー（弟[2]）
- メダルパチンコ（ガイダンス[2]）
- 野菜村（ねぎお[2]）

### アダルトゲーム
- トゥインクルレビュー（1999年、ポチャ[2]）
- じゅえる・まとりくす（2002年、ルカ[2]）
- "Hello, world."（2002年、アルファ）
- ばぁじんぶるぅらぶ!（2001年、いなさ[4]）- 「石井みいみ」名義
- 峰深き瀬にたゆたう唄（2006年、タフィ・ペイル）- 「石井みいみ」名義

### CD-ROM
- できる学習クラブ ケンチャコ大冒険 シリーズ（チャッピー）
  - モンモンタウンのケンチャコ大冒険[2]
  - りゅうぐうドームのケンチャコ大冒険[2]
  - ピンポン島のケンチャコ大冒険[2]
  - 天空ランドのケンチャコ大冒険[2]

### ドラマCD
- ぼくらのペレランディア!（ロッカ）

### テレビ
- 楽天テレビショッピング（マスコットキャラクター・ガッテン君）
- 西原理恵子の殿堂麻雀 TVCM（サイバラ）
- ショッピングセンターアピア TVCM（歌/ナレーション）

### 映画
- 日本製少年（1995年、テレフォンアポインター）

### その他
- 横浜市電保存館クイズ式案内板（ナレーション）
- ぬいぐるみ ウブラブ（ベビー）
- コケロミン ぬいぐるみ楽器の声

## ディスコグラフィ

### シングル
| 枚  | 発売日 | タイトル | 規格品番 |
| --- | ------ | -------- | -------- |
| 1st | 年     | 自分回帰 |          |

### アルバム
| 枚  | 発売日        | タイトル               | 規格品番   |
| --- | ------------- | ---------------------- | ---------- |
| 1st | 1996年        | 告白                   |            |
| 2nd | 1997年        | 泡沫〜うたかた〜       | AK-0002    |
| 3rd | 2017年8月12日 | いきものフレンズがかり | ZSCM-17746 |

### コンピレーション・音楽CD
| 発売日         | 商品名                                                                | 歌                                                                   | 楽曲 | 備考                                                                |  |
| -------------- | --------------------------------------------------------------------- | -------------------------------------------------------------------- | --- | ------------------------------------------------------------------- |  |
| 時期不明       | ジャコウウシの夢語り                                                  | アラスカスマイル（イソエトシミチ＆エバタイクコ）                     | 「ジャコウウシの夢語り」 「隊長はボクだ！」 「Bull's Eye Baby」 「原始の海より」 「蛇足」                                                                       |                                                                     |  |
| 時期不明       | ボクはセイウチ                                                        | アラスカスマイル（イソエトシミチ＆エバタイクコ）                     | 「お月さまにお願い！」 「セイウチは群れる」 「笑って、笑って！」 「道はひらけるから」 「Frozon Heart」 「蛇足2」                                                |                                                                     |  |
| 時期不明       | ほいくえんのうた                                                      | アラスカスマイル（イソエトシミチ＆エバタイクコ）                     | 「」 |                                                                     |  |
| 1996年         | やる気なし                                                            | サウンドテロリズム（ボーカル”まいまい”）                             | 「やる気なし～やる気ありバージョン～」 「卑屈」 「生きる価値なし」 「蜥蜴の部屋」 「家族計画」 「欠陥は美徳」 「月より」 「やる気なし～やる気なしバージョン～」 |                                                                     |  |
| 1996年         | やる気なし                                                            | サウンドテロリズム（ボーカル”まいまい”）                             | 「錯覚」 | 舞台『Zoo-Z the STAGE -コンクリート・ジャングル-』タイアップ曲      |  |
| 1999年6月2日   | KISSより…                                                             | 静木亜美、江幡育子、三五美奈子、渡邉優子、悠羽、森野ことり、田島雅美 | 「KISSより…」 | ゲーム『KISSより…』イメージソング                                   |  |
| 2002年4月29日  | Tail&Tarte Original Vocal Album CHERRY                                | 江幡育子                                                             | 「夏の日の恋」 | PCゲーム『Four Card』主題歌                                         |  |
| 2002年10月21日 | TECH GIAN DECEMBER 2002 オリジナルDISC                                | 江幡育子                                                             | 「うたかた」 | PCゲーム『女郎蜘蛛〜真伝〜』主題歌                                  |  |
| 2002年10月25日 | "Hello, world." Original Sound Track                                  | アルファ（maimai）                                                   | 「PA! PA! パラダイス～アルファのテーマ」 | PCゲーム『"Hello, world."』挿入歌                                   |  |
| 2002年12月28日 | jANIS & ivory Game Songs Collection Vol.2                             | 江幡育子                                                             | 「小さな花のように」 | PCゲーム『ばぁじんぶるぅらぶ!』エンディングテーマ                   |  |
| 2002年12月28日 | jANIS & ivory Game Songs Collection Vol.2                             | 江幡育子                                                             | 「世界で一番！」 | PCゲーム『じゅえる・まとりくす』エンディングテーマ                  |  |
| 2003年8月8日   | セイレムの魔女たち オリジナルサウンドトラック                         | 江幡育子、NoiD                                                       | 「Pray for you」 | PCゲーム『セイレムの魔女たち』エンディングテーマ                    |  |
| 2004年9月22日  | 此花4 〜闇を祓う祈り〜 サウンドコレクション                           | 江幡育子                                                             | 「約束の在処」 | ゲーム『此花4 〜闇を祓う祈り〜』エンディングテーマ                  |  |
| 2004年12月29日 | そらいろの雫 prism                                                    | 江幡育子                                                             | 「紅い風に抱かれて」 | PCゲーム『そらいろの雫』関連曲                                      |  |
| 2006年2月24日  | DANCES＆DRAGONS！ 竜†恋[Dra+KoI] オリジナルサウンドトラック           | 江幡育子                                                             | 「とある竜の神の詩」 | PCゲーム『竜†恋[Dra+KoI]』BGM                                       |  |
| 2006年2月24日  | DANCES＆DRAGONS！ 竜†恋[Dra+KoI] オリジナルサウンドトラック           | 江幡育子                                                             | 「炸裂・本能GIRL」 | PCゲーム『竜†恋[Dra+KoI]』挿入歌                                    |  |
| 2009年11月27日 | 邪悪宣言『装甲悪鬼村正』オリジナルサウンドトラック                    | 江幡育子                                                             | 「光の詩」 | PCゲーム『装甲悪鬼村正』BGM                                         |  |
| 2010年3月25日  | 「クラシックダンジョン 〜扶翼の魔装陣〜」オリジナル・サウンドトラック | 江幡育子                                                             | 「キミが宝物」 | PCゲーム『クラシックダンジョン 〜扶翼の魔装陣〜』オープニングテーマ |  |
| 2013年3月28日  | 〜聖魔導物語〜 オリジナルサウンドトラック                             | 江幡育子                                                             | 「くぅちゃんのテーマ」 「とろぽよ不思議少女〜プニィのテーマ〜」 「Hobgoblin Bon Appetit～モンスターハウスのテーマ」                                             | ゲーム『〜聖魔導物語〜』挿入歌                                      |  |
| 2015年8月5日   | ZIZZ BEST -その1- 磯江俊道編                                          | 江幡育子                                                             | 「」 |                                                                     |  |
| 2022年3月5日   | コマンド・ソーサラーの呪い                                            | 江幡育子                                                             | □クワット（本木咲黒）、△トリアン（江幡育子）、◯マルルン（南陽姫）、×ペケペケ（川住かつお）                                                                      | 「生きづらくとも道ゆかん(仮)」                                      |  |

CD
- まにきゅあ団「まにのろぢ〜」（ヴォーカル）
- まにきゅあ団「マニキュア団」（ヴォーカル）

### 歌
- 「そっと…」（PCゲーム『Endless Serenade』エンディングテーマ）- 「石井みいみ」名義
- 「言えなくて」（PCゲーム『聖シラサギ学園』エンディングテーマ）
- 「ゴロちゃんチャッピーかけ算九九の歌」（CD-ROM『りゅうぐうドームのケンチャコ大冒険』挿入歌）
- 「夏海の夏休み」（スクリーンセーバー『夏海の夏休み』主題歌）
- 「夏海の季節」（ベンチマークソフト『夏海』主題歌

## 楽曲提供

### 作詞を行った作品
江幡育子
- 「夏の日の恋」（2001年）
- 「小さな花のように」（2001年）
- 「約束の在処」（2004年）
- 「炸裂・本能GIRL」（2005年）
- 「くぅちゃんのテーマ」（2013年）

rino
- 「君が望む永遠」（2001年）- 歌はMEGUMI名義

長田梢
- 「オープンしてます！」（1999年）
- 「星の涙」（2004年）

いとうかなこ
- 「涙尽鈴音響」（2002年）
- 「青い記憶」（2002年）
- 「There's the earth link somewhere ～どこかでつながっている～」（2002年）
- 「BLAZE UP」（2002年）
- 「煌星」（2002年）
- 「沙耶の唄」（2003年）
- 「天意悠久」（2003年）
- 「手を離さないで」（2004年）
- 「未来・きっと・ずっと！」（2004年）
- 「籠の鳥の孤独」（2004年）
- 「Shadow in the dark」（2004年）
- 「静かなる Moon Sign」（2004年）
- 「琥珀の記憶」（2004年）
- 「結晶」（2005年）- ワタナベカズヒロと共同作詞
- 「I Bless Thy Life」（2005年）
- 「蛍火」（2005年）
- 「Lamento」（2006年）
- 「讃えし闘いの詩」（2006年）
- 「伝承の詩 -Verum-」（2006年）
- 「スイートウォーター讃歌」（2007年）
- 「Happy blue sky trip」（2008年）
- 「Dive!」（2008年）
- 「Desire blue sky」（2008年）
- 「クライ」（2008年）
- 「A WILL」（2009年）
- 「琥珀の祈り」（2009年）
- 「Papiliones」（2009年）
- 「Soul For The Sword」（2011年）
- 「DON'T LET GO」（2012年）- ワタナベカズヒロと共同作詞
- 「黒い瞳のアリア」（2012年）
- 「Fantastisk udsigt」（2014年）

栗林みな実
- 「マブラヴ」（2002年）
- 「yours」（2002年）
- 「遙かなる地球の歌」（2003年）
- 「ひとことだけの勇気」（2004年）
- 「あなたが…いない」（2005年）
- 「君がいた季節」（2011年）

榊原ゆい
- 「真珠のうた～奈都美のテーマ」（2002年）- 歌は愛原奈都美（榊原ゆい）名義
- 「いとしいきもち」（2005年）
- 「さよならの囁き」（2005年）
- 「絆は銀の糸」（2005年）- 歌は木之坂霧乃（榊原ゆい）名義
- 「君のままで」（2010年）
- 「笑顔で歩き出そう」（2018年）
- 「星影灯」（2018年）

大野まりな、静木亜美、マヨちゃん
- 「夏のキュン☆キュン☆」（2003年）

生沢佑一
- 「機神咆吼ッ！デモンベイン！」（2004年）
- 「Evil Shine」（2004年）
- 「遠く旧きより近く来たる唄」（2006年）

yozuca*
- 「きっと微笑むから」（2004年）

小野正利
- 「残夢」（2005年）
- 「月下に捧ぐ」（2007年）
- 「凍京レクイエム」（2016年）
- 「閃光雪華」（2016年）

YURIA
- 「You make my day!」（2005年）

橋本みゆき
- 「大丈夫・だいじょうぶ」（2005年）

中山マミ
- 「子どもじゃないのだっ！」（2005年）

みるくくるみ
- 「花が咲く景色の中で」（2005年）

ジョイまっくす
- 「最狂広報！ジョイまっくすのテーマ」（2005年）

平野綾
- 「Breakthrough」（2006年）

柚木まき
- 「たんぶるガールズ」（2006年）

ワタナベカズヒロ
- 「Memento Vivere ～生きることを忘れないで～」（2007年）
- 「Brindiamo! -俺たちに乾杯-」（2007年）

Reffaella Misiti
- 「Requiem」（2007年）

スイートウォーターの人々
- 「土とライフルは共にあり」（2007年）

yoko
- 「EXEC_METEMPSYCHOSIS/.」
- 「嘆きの人形」（2007年）

コレット（水樹奈々）
- 「Fiat lux -光あれ-」（2007年）

民安ともえ、安保さゆり、貴水はるな
- 「MySweetHome」（2007年）

車英子
- 「The sun shines on ～太陽が照らす先へ～」（2008年）

志方あきこ
- 「VII」（2009年）

美郷あき
- 「陽だまりの中へ」（2010年）

A.m.u.
- 「ツナグミライ」（2013年）- A.m.u.と共同作詞

SHAKE
- 「奇天烈カルダモン〜ププルのテーマ〜」（2013年）

彩音
- 「Headway! Buccaneers」（2014年）

カンノユキ
- 「Promise me Tonight」（2014年）

kanako.s
- 「流れる雲に」（2014年）

中澤まさとも
- 「Walking to the sun」（2017年）

AZUMI（鈴木美咲）
- 「Cheer up!」（2017年）

早乃香織
- 「花信奮迅〜ラスボスのテーマ〜」（2013年）
- 「Pulchra terra」（2015年）
- 「Resolve!」（2017年）- 歌はMISAKI（早乃香織）名義

田村ゆかり
- 「チクチク」（2019年）
- 「Next landscape」（2019年）

### 作曲を行った作品
早乃香織
- 「la la la città 〜街のテーマ〜」（2013年）

### 作詞・作曲を行った作品
江幡育子
- 「世界で一番！」（2002年）
- 「PA! PA! パラダイス～アルファのテーマ」（2002年）- 歌はmaimai名義
- 「とろぽよ不思議少女〜プニィのテーマ〜」（2013年）

いとうかなこ
- 「とある竜の恋の歌」（2005年）

榊原ゆい
- 「おひさまに約束」（2004年）

羽入（堀江由衣）
- 「なのです☆」

コレット（水樹奈々）
- 「うちへ帰ろう」（2007年）
- 「想いのゆくえ」（2007年）

□クワット（本木咲黒）、△トリアン（江幡育子）、◯マルルン（南陽姫）、×ペケペケ（川住かつお）
- 「生きづらくとも道ゆかん(仮)」（2022年）

### 作詞・作曲・編曲を行った作品
江幡育子、NoiD
- 「Pray for you」（2003年）

### 編曲を行った作品
いとうかなこ
- 「孤高之魂魄」（2005年）

## 著書
- RPGマガジン「谷川と一緒にお気楽RPG」（1号～100号）- 雑誌連載、谷川むつみ名義（ホビージャパン、1990年 - 1998年）
- パソコン通信の「じょ〜しき」- 谷川むつみ名義、藤井良彦共著（海文堂出版、1992年1月）
- うちの子まるわかり 親子動物占い - 動物占いプロジェクト名義（小学館、2000年2月）
- 恋・友情・進路まるわかりの動物占い<赤>女の子編 - 動物占いプロジェクト名義（小学館、2001年4月）
- 恋・友情・進路まるわかりの動物占い<青>男の子編 - 動物占いプロジェクト名義（小学館、2001年4月）

### シリーズ一覧
1. ↑  SS版、WS版『KISSより…〜シーサイドセレナーデ〜』（1999年）